# Радиологический мониторинг и радиоактивное загрязнение продукции в результате Чернобыльской аварии

## Радиологический мониторинг и радиоактивное загрязнение продукции в результате Чернобыльской аварии в Республике Беларусь, Российской Федерации и Украине (до настоящего времени)
Важным компонентом радиационной защиты населения является система радиационного мониторинга продукции и контроля с целью бракеража, управления потоками товаров и недопущения попадания их в торговую сеть при содержании радионуклидов выше допустимых уровней (ДУ). 
Система радиационного контроля в СССР, созданная сразу после аварии на Чернобыльской АЭС, была ориентирована на предотвращение поступления в оборот товаров с содержанием радионуклидов выше допустимых уровней. К сожалению, в первые недели после аварии не велся крупномасштабный радиологический контроль содержания радиоизотопов йода в молоке коров из личных подсобных хозяйств, и сельское население не имело достоверной информации об уровнях радиоактивного загрязнения молока. Радиологические лаборатории и посты ежегодно проводили и проводят до настоящего времени сотни тысяч измерений удельной активности радионуклидов в продукции на перерабатывающих предприятиях (молокозаводах, мясокомбинатах, консервных комбинатах и т.д.), в торговой сети (рынках, в системе потребкооперации и т.д.), на предприятиях лесного хозяйства, в ветеринарных, агрохимических и санитарно-эпидемиологических лабораториях.
Уровни радиоактивного загрязнения сельскохозяйственной продукции за послеаварийные годы уменьшились в десятки и сотни раз за счет применения защитных мероприятий и авто реабилитационных процессов. При этом, радиоактивное загрязнение даров леса (дикорастущие грибы и ягоды, мясо диких животных) уменьшилось только в разы из-за специфики поведения радиоизотопов цезия в лесных экосистемах. На большей же части территорий радиоактивного загрязнения Беларуси, России и Украины и по основной массе контролируемых видов товаров на протяжении последних лет не наблюдается превышений допустимых уровней содержания в них радионуклидов. Превышение допустимых уровней фиксируются в последние годы в дикорастущих грибах и ягодах, мясе диких животных в наиболее радиоактивно загрязненных регионах Беларуси, России и Украины.
В Беларуси в настоящее время радиационный контроль содержания 137Cs и 90Sr осуществляется в больших масштабах во всех продуктах, для которых установлены ДУ, что способствует обеспечению радиационной безопасности населения.  Ежегодное число измерений различных проб, включая пищевые продукты, составляет более 1 млн на содержание 137Cs и более 15 тысяч – на содержание 90Sr. В стране функционируют около 800 радиологических лабораторий, оснащенных более 2000 единиц радиометрического и спектрометрического оборудования. По данным радиационного контроля содержание 137Сs не превышает национальных нормативов в растениеводческой, хлебной и зерновой продукции. Регистрируются единичные случаи превышения ДУ в молоке, молочной продукции, мясе и мясной продукции . Загрязнение дикорастущих грибов и лесных ягод с превышением нормативов зарегистрировано в единицах процентов контролируемых проб.
Количество молока в общественном секторе, загрязненного 137Cs свыше 100 Бк/л, снизилось с 524,6 тыс. т в 1986 г., до 1,4 тыс. т в 2000 г. и до 1 т в 2015–2016 гг. В 2017–2020 гг. загрязненное молоко в общественном секторе не регистрировалось. Содержание 137Cs в молоке, поступающем на переработку в настоящее время, до 5 раз ниже допустимых уровней.
В 2017–2020 гг. пробы молока с превышением допустимого содержания 90Sr регистрировались органами санитарного надзора только в личных подсобных хозяйствах в 2–3 населенных пунктах Беларуси (рисунок1). При этом максимальное содержание 90Sr в анализируемых пробах молока было в пределах 4–6 Бк/л.
В России система радиационного контроля построена по ведомственному принципу с участием учреждений Роспотребнадзора, Минсельхоза, Россельхознадзора, Рослесхоза. Ежегодное число измерений проб пищевых и лесных продуктов на содержание 137Cs в Брянской и Калужской области составляет около десяти тысяч, а на содержание 90Sr – менее тысячи проб. По данным радиационного контроля содержание 137Сs не превышает национальных нормативов в хлебе и зерновой продукции, а также овощах и фруктах. Превышение нормативов в молоке и молочной продукции, в мясе и мясной продукции в Брянской области составляет единицы процентов, а в дикорастущих грибах и ягодах в Брянской и Калужской областях – десятки процентов от всего числа контролируемых проб. Ни в одной пробе не отмечается превышение нормативов по содержанию 90Sr.
Радиационный контроль содержания радионуклидов чернобыльского происхождения в пробах пищевых продуктов и дарах леса на радиоактивно загрязненных территориях Украины проводится подразделениями Госпотребслужбы Минагрополитики и Государственного агентства лесных ресурсов Украины, а также другими организациями. По данным радиационного контроля в последние годы менее чем в 1% измерений содержание 137Cs в контролируемых продуктах превышает ДУ-2006. Наиболее часто превышения ДУ-2006 по 137Cs наблюдаются в дикорастущих грибах и молоке из личных подсобных хозяйств в Ровенской и Житомирской областях , где коровы выпасаются на естественных пастбищах на переувлажненных торфяниках с аномально высокими коэффициентами перехода радиоцезия в растительность, что отмечалось ещё до Чернобыльской аварии , а также отсутствием применения в Украине защитных мероприятий на протяжении последних 10 лет. Без применения защитных мероприятий содержание 137Cs в молоке коров в личных подсобных хозяйствах некоторых населенных пунктов севера Ровенской области может превышать допустимые уровни вплоть до 2040 года.
Превышение ДУ содержания 90Sr в продовольственном зерне до настоящего времени наблюдется только в Иванковском районе Киевской области, примыкающем к зоне отчуждения.